# 田中圭 (ハンドボール)
田中 圭（たなか けい、1994年10月16日 - ）は、福井県福井市出身のハンドボール選手。日本ハンドボールリーグの湧永製薬所属。

## 経歴
福井市明倫中学校時代は2009年に第18回JOCジュニアオリンピックカップで優秀選手に選ばれた。
中学卒業後は北陸高等学校へ進学。2012年3月の全国高等学校ハンドボール選抜大会で3年ぶりの優勝に貢献し、最優秀選手に選ばれた。同年9月には第5回男子ユースアジア選手権の日本代表U-19に選出。
高校卒業後は筑波大学へ進学し、2013年に第1回U-22東アジア選手権の日本代表に選出。8月には第5回男子ユース世界選手権の日本代表U-19に選出された。
2014年は第14回男子ジュニアアジア選手権の日本代表U-21に選出。1985年以来30年ぶりのジュニア世界選手権出場権獲得に貢献した。
2015年は第20回男子ジュニア世界選手権の日本代表U-21に選出された。同年の全日本学生ハンドボール選手権大会（インカレ）では優秀選手賞を受賞。
大学卒業後は筑波大学大学院へ進学。2017年3月にハンガリー・K&HリーガのダバシュVSE KCに練習生として帯同し、同年7月にダバシュと契約した。
2018年7月に第24回世界学生選手権の日本代表U-24に選出された。
2019年に日本ハンドボールリーグの湧永製薬へ加入。第9回全日本社会人選手権では最優秀新人賞を受賞した。

## 詳細情報

### タイトル・表彰

#### 社会人選手権
- 最優秀新人賞（2019年）

### 記録

#### 日本ハンドボールリーグ
- フィールドゴール初得点：2019年7月15日、対豊田合成戦（豊田合成 健康管理センター）[12]

### 背番号
- 21 (2017年 - 2018年)
- 30 (2019年 - )

## 代表歴

### 日本代表U-24
- 世界学生選手権 (2018年)

### 日本代表U-22
- U-22東アジア選手権 (2013年)

### 日本代表U-21
- ジュニア世界選手権 (2015年)
- ジュニアアジア選手権 (2014年)

### 日本代表U-19
- ユース世界選手権 (2013年)
- ユースアジア選手権 (2012年)